# Grzegorz Fitelberg

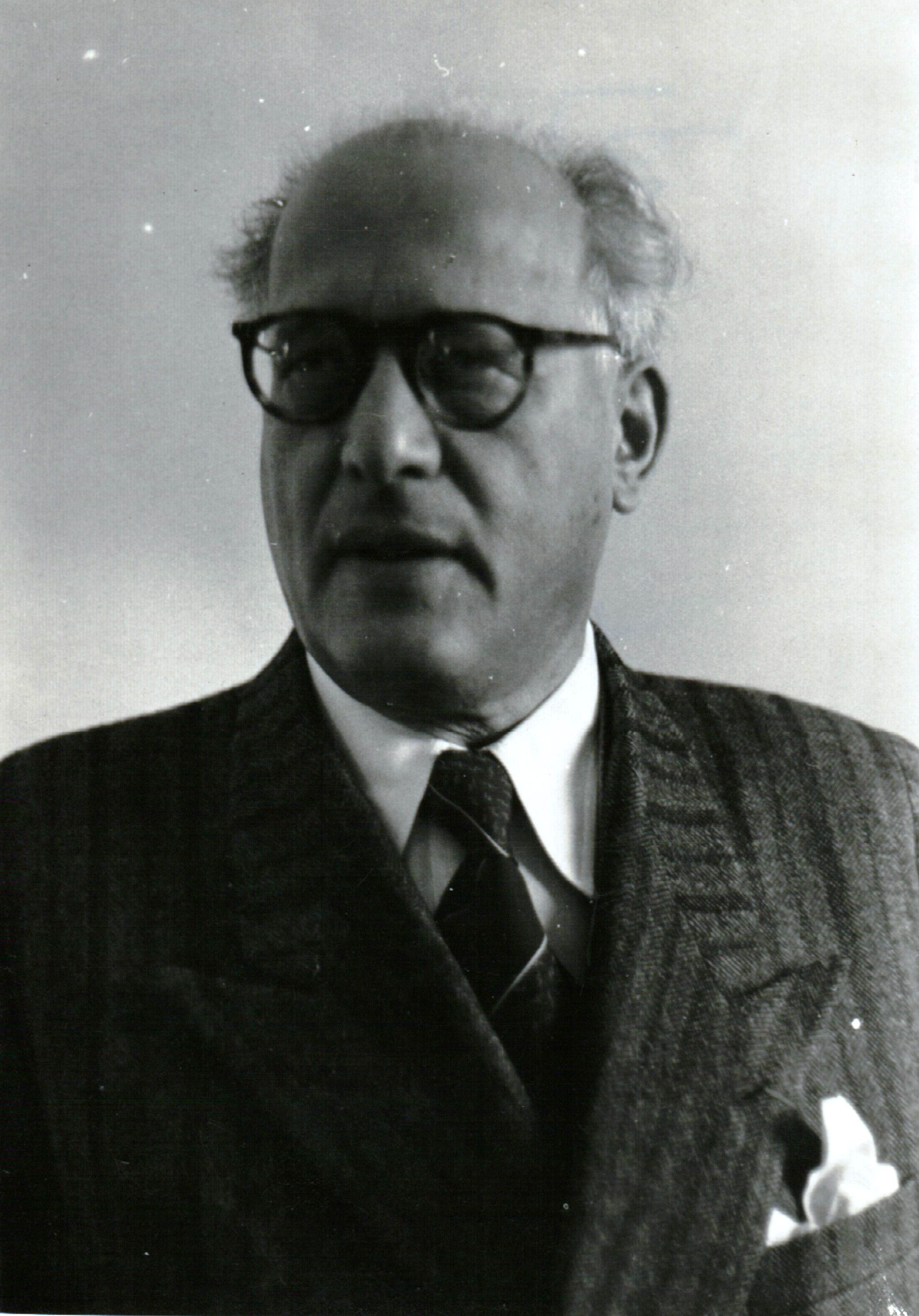
Grzegorz Fitelberg.

Grzegorz Fitelberg (Daugavpils, Letonia, 18 de octubre de 1879-Katowice, Polonia, 10 de junio de 1953) fue un director, compositor y violinista polaco.
Fue miembro del grupo musical Młoda Polska junto con otros artistas como Karol Szymanowski y Mieczysław Karłowicz.
Fue director de la Orquesta Filarmónica Nacional de Varsovia entre 1909 y 1911.
- Datos: Q983103
- Multimedia: Grzegorz Fitelberg / Q983103